# Ryszard Kubiak
Ryszard Kubiak (* 22. März 1950 in Bydgoszcz; † 6. Februar 2022) ist ein ehemaliger polnischer Steuermann im Rudern. Er gewann 1980 die olympische Bronzemedaille im Vierer mit Steuermann.

## Karriere
Der 1,70 m große und etwa 50 Kilogramm schwere Ryszard Kubiak belegte mit dem polnischen Achter den zehnten Platz bei den Europameisterschaften 1971. Bei den Olympischen Spielen 1972 erreichte der Achter den sechsten Platz. 1973 traten Jerzy Ulczynski, Grzegorz Stellak und Steuermann Ryszard Kubiak aus dem Vorjahres-Achter im Zweier mit Steuermann an und belegten den sechsten Platz bei den Europameisterschaften.
Bei den Weltmeisterschaften 1975 in Nottingham bildeten Grzegorz Stellak, Ryszard Stadniuk und Ryszard Kubiak den Zweier mit Steuermann. Mit über drei Sekunden Rückstand auf den siegreichen Zweier aus der DDR gewannen die Polen die Silbermedaille. Im Jahr darauf belegten die drei Polen den sechsten Platz bei den Olympischen Spielen in Montreal. Ebenfalls Sechste wurden sie bei den Weltmeisterschaften 1977. 1978 bildeten Adam Tomasiak, Grzegorz Nowak und Ryszard Kubiak den polnischen Zweier und gewannen die Bronzemedaille bei den Weltmeisterschaften auf dem Lake Karapiro. In der gleichen Besetzung wurden die Polen Neunte bei den Weltmeisterschaften 1979.
Im Jahr darauf bildeten Grzegorz Stellak, Adam Tomasiak, Grzegorz Nowak, Ryszard Stadniuk und Ryszard Kubiak einen Vierer mit Steuermann. Bei den Olympischen Spielen 1980 in Moskau belegten die Polen im Vorlauf den zweiten Platz hinter dem Vierer aus der DDR, ihren Hoffnungslauf gewannen die Polen vor dem Boot aus der Schweiz. Im Finale setzten sich die Boote aus der DDR und der Sowjetunion früh ab, im Ziel lagen die Deutschen deutlich vorn. Hinter dem sowjetischen Vierer erreichten die Polen das Ziel vor den Spaniern. Die Mitglieder der polnischen Crew traten auch im Achter an. Nachdem sie sich nicht für das A-Finale qualifiziert hatten, traten sie zum B-Finale nicht mehr an.
Die Bronzemedaillengewinner von 1980 starteten auch bei den Weltmeisterschaften 1981 und erreichten den achten Platz. 1982 belegten Krzysztof Gabryelewicz, Adam Tomasiak, Grzegorz Nowak, Piotr Winczura und Ryszard Kubiak den sechsten Platz bei den Weltmeisterschaften in Luzern. 1983 in Duisburg ruderte der polnische Vierer in der gleichen Besetzung wie 1982 auf den neunten Platz. Vier Jahre später trat Kubiak bei den Weltmeisterschaften 1987 noch einmal mit dem Achter an und belegte den zehnten Platz.